# Agnès Godard
Agnès Godard (Dun-sur-Auron, 28 maggio 1951) è una direttrice della fotografia francese.

## Biografia
Agnès Godard (nessuna relazione col regista Jean-Luc), intraprende gli studi per diventare giornalista, professione che eserciterà per alcuni anni, prima di interessarsi al cinema. Dopo aver studiato presso l'Università Sorbonne Nouvelle, riesce a entrare all'IDHEC, laureandosi nel 1980. Comincia a lavorare come assistente operatrice sui set dei film di Henri Alekan, che influenzerà molto il suo stile futuro, per poi progredire a incarichi via via più importanti fino a quello da operatrice di ripresa di Robby Müller ne Il cielo sopra Berlino di Wim Wenders.
Da direttrice della fotografia, Godard ha collaborato per la maggior parte della sua carriera con la regista Claire Denis, con la quale è coinvolta nei film fin dalla loro prima concezione, —i Cahiers du cinéma ne sottolineano «la complicità che [le] unisce [...] come due sorelle»— e con Catherine Corsini e Ursula Meier. Ha anche curato la fotografia dei film La vita sognata degli angeli, Anime erranti di André Téchiné e dell'italiano Nuovomondo.
Nel 2001 ha ricevuto diversi riconoscimenti per la fotografia del film di Denis Beau Travail, tra cui il premio César e quello della National Society of Film Critics.
Con Sister (2012), ha cominciato a girare in digitale, considerandolo un passaggio «inesorabile e inevitabile». Secondo lei, nel digitale le immagini non possiedono «la medesima consistenza e potere simbolico» che su pellicola e, di conseguenza, devono essere «reinventate»: ha deciso quindi di lavorare sulle luci aggiuntive dentro e fuori campo, al fine di modulare le atmosfere visive e creare un nuovo approccio all'immagine, considerando ogni tentativo di recuperare la texture della pellicola come «una causa persa». Continuando questo suo approccio, ha poi convinto Denis a passare al digitale per il suo film successivo, Les Salauds, portando a un risultato particolarmente apprezzato da questo punto di vista dalla critica.

## Filmografia

### Cinema
- La Petite Danseuse de 14 ans d'Edgar Degas, regia di Henri Alekan – cortometraggio (1986)
- Garage Demy (Jacquot de Nantes), regia di Agnès Varda (1991)
- Keep It for Yourself, episodio di Figaro Story, regia di Claire Denis (1991)
- L'Absence, regia di Peter Handke (1992)
- Dimanche soir, regia di Solange Martin – cortometraggio (1992)
- La Vis, regia di Didier Flamand – cortometraggio (1993)
- J'ai pas sommeil, regia di Claire Denis (1994)
- Fare un film è per me vivere, regia di Enrica Antonioni – documentario (1995)
- Nice, very nice, episodio di À propos de Nice, la suite, regia di Claire Denis (1995)
- Le Géographe manuel, regia di Michel Stumpf (1994)
- Nénette e Boni (Nénette et Boni), regia di Claire Denis (1996)
- La vita sognata degli angeli (La Vie rêvée des anges), regia di Érick Zonca (1998)
- L'Arrière pays, regia di Jacques Nolot (1998)
- Una relazione al femminile - La Nouvelle Ève (La Nouvelle Ève), regia di Catherine Corsini (1999)
- La vie ne me fait pas peur, regia di Noémie Lvovsky (1999)
- Beau Travail, regia di Claire Denis (1999)
- La Répétition - L'altro amore (La Répétition), regia di Catherine Corsini (2001)
- Cannibal Love - Mangiata viva (Trouble Every Day), regia di Claire Denis (2001)
- Au plus près du paradis, regia di Tonie Marshall (2002)
- Vendredi Soir, regia di Claire Denis (2002)
- Vers Nancy, episodio di Ten Minutes Older: The Cello, regia di Claire Denis (2002)
- Anime erranti (Les Égarés), regia di André Téchiné (2003)
- Wild Side, regia di Sébastien Lifshitz (2004)
- L'Intrus, regia di Claire Denis (2004)
- Vers Mathilde, regia di Claire Denis – documentario (2005)
- Backstage, regia di Emmanuelle Bercot (2005)
- Nuovomondo, regia di Emanuele Crialese (2006)
- Semplicemente insieme (Ensemble, c'est tout), regia di Claude Berri (2007)
- Home, regia di Ursula Meier (2008)
- 35 rhums, regia di Claire Denis (2008)
- L'amante inglese (Partir), regia di Catherine Corsini (2009)
- Trésor, regia di Claude Berri e François Dupeyron (2009)
- Simon Werner a disparu..., regia di Fabrice Gobert (2010)
- Où va la nuit, regia di Martin Provost (2011)
- Sister (L'Enfant d'en haut), regia di Ursula Meier (2012)
- Tu honoreras ta mère et ta mère, regia di Brigitte Roüan (2012)
- Les Salauds, regia di Claire Denis (2013)
- Los insólitos peces gato, regia di Claudia Sainte-Luce (2013)
- L'Armée du salut, regia di Abdellah Taïa (2013)
- La Ritournelle, regia di Marc Fitoussi (2014)
- Tišina Mujo, episodio de I ponti di Sarajevo (Les Ponts de Sarajevo), regia di Ursula Meier (2014)
- Voilà l'enchaînement, regia di Claire Denis – cortometraggio (2014)
- The Falling, regia di Carol Morley (2014)
- Kacey Mottet Klein, naissance d'un acteur, regia di Ursula Meier – cortometraggio documentario (2015)
- Koga denot nemaše ime, regia di Teona Strugar Mitevska (2017)
- L'amore secondo Isabelle (Un beau soleil intérieur), regia di Claire Denis (2017)
- Land, regia di Babak Jalali (2018)
- Une jeunesse dorée, regia di Eva Ionesco (2019)
- La Ligne - La linea invisibile (La Ligne), regia di Ursula Meier (2022)

### Televisione
- Chambre 666, regia di Wim Wenders – film TV (1982)
- Cinéma, de notre temps – serie TV, episodio su Jacques Rivette (1994)
- US Go Home, regia di Claire Denis – film TV della serie Tous les garçons et les filles de leur âge (1994)
- Jeunesse sans Dieu, regia di Catherine Corsini – film TV (1996)
- Petites, regia di Noémie Lvovsky – film TV della serie Les Années lycée (1997)

## Riconoscimenti
- Premio César
  - 1999 – Candidatura alla migliore fotografia per La vita sognata degli angeli
  - 2001 – Migliore fotografia per Beau Travail
  - 2004 – Candidatura alla migliore fotografia per Anime erranti
  - 2009 – Candidatura alla migliore fotografia per Home
- European Film Award
  - 2000 – Candidatura alla migliore fotografia per Beau Travail
- David di Donatello
  - 2007 – Candidatura alla migliore fotografia per Nuovomondo
- Premio Lumière
  - 2009 – Migliore fotografia per Home
- National Society of Film Critics Award
  - 2001 – Migliore fotografia per Beau Travail